# Silésie
Pour les articles homonymes, voir Silésie (homonymie).
La Silésie (en polonais : Śląsk, en tchèque : Slezsko, en allemand : Schlesien) est une région historique en Europe centrale qui s'étend dans le bassin de l'Oder sur trois États : la majeure partie est située dans le Sud-Ouest de la Pologne, une partie se trouve au-delà de la frontière avec la Tchéquie et une petite partie en Allemagne.

## Toponymie
L'origine du nom de Silésie (Schläsing en silésien germanique et Ślůnsk en silésien slave) n'a pas encore été définitivement précisée. Il se rapporte sans doute aux Sillings, l'un des deux principaux rameaux du peuple vandale qui depuis le IIIe siècle est installé sur un territoire correspondant à peu près à l'actuelle Silésie, faisant alors partie de l'ancienne Germania magna à l'ouest de la Vistule. Après les grandes invasions, au Ve siècle, des tribus de Slaves occidentaux arrivèrent et s'installèrent sur les rives de l'Oder.

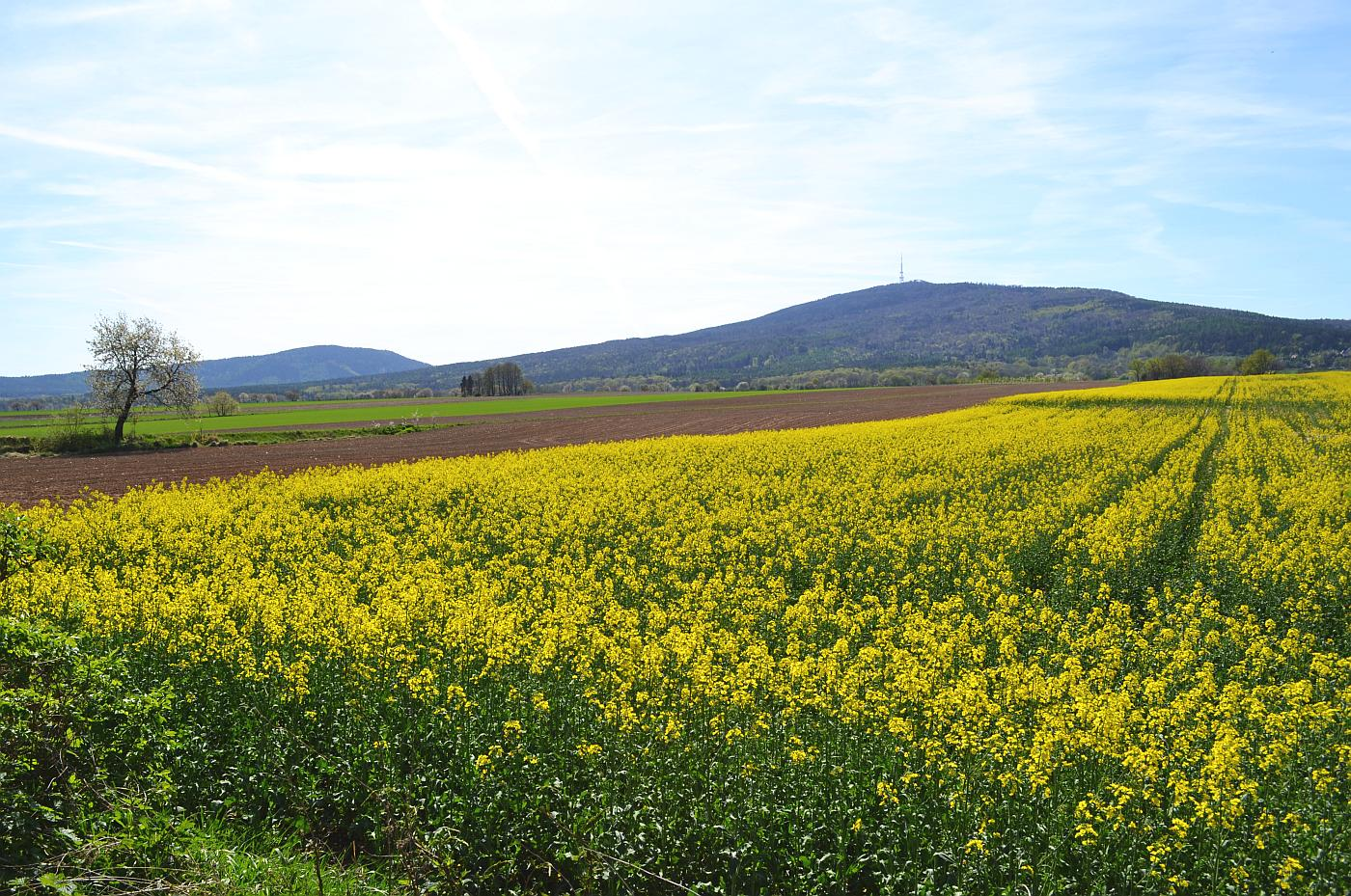
Mont Ślęża.

Selon d'autres interprétations, la région était une zone autochtone des Slaves depuis l'époque de la culture lusacienne présente à la fin de l'âge du bronze et au début de l'âge du fer. Le nom de la région remonte possiblement à la tribu slave des Slézanes (en polonais : Ślężanie), mentionnée par le Géographe bavarois vers la fin du IXe siècle, qui s'étaient établis en Basse-Silésie. Leur nom correspondait également à la rivière Ślęza et le mont Ślęża dans les Sudètes centrales.

## Géographie
La région s'étend le long du cours supérieur et moyen de l'Oder. Les vastes plaines sur ses rives s'étendent jusqu'aux montagnes des Sudètes et des Beskides au sud, où elle jouxte les régions de la Bohême et de la Moravie. Au nord, la Silésie voisine avec la région de Grande-Pologne et, à l'est, avec la Petite-Pologne. À l'ouest, les rivières Bóbr et Kwisa marquent la limite medievale de la région avec celui de la Lusace.
Les principaux affluents de l'Oder dans la Silésie sont la Barycz, l'Olza, la Nysa Kłodzka, la Ślęza et la Bystrzyca. En outre, les Beskides de Silésie au sud-est, un massif des Carpates occidentales, sont la source de la Vistule. Les chaînes des Sudètes le long de la frontière sud comprennent notamment les monts des Géants, dont le point culminant (1 603 m) est le sommet de la Sniejka, ainsi que les monts de la Jizera, les Góry Sowie (« monts des Hiboux »), les monts Tabulaires et les monts Śnieżnik. La métropole Wrocław, la quatrième ville de la Pologne forte d'une population de plus de 630 000 habitants, est la capitale régionale.

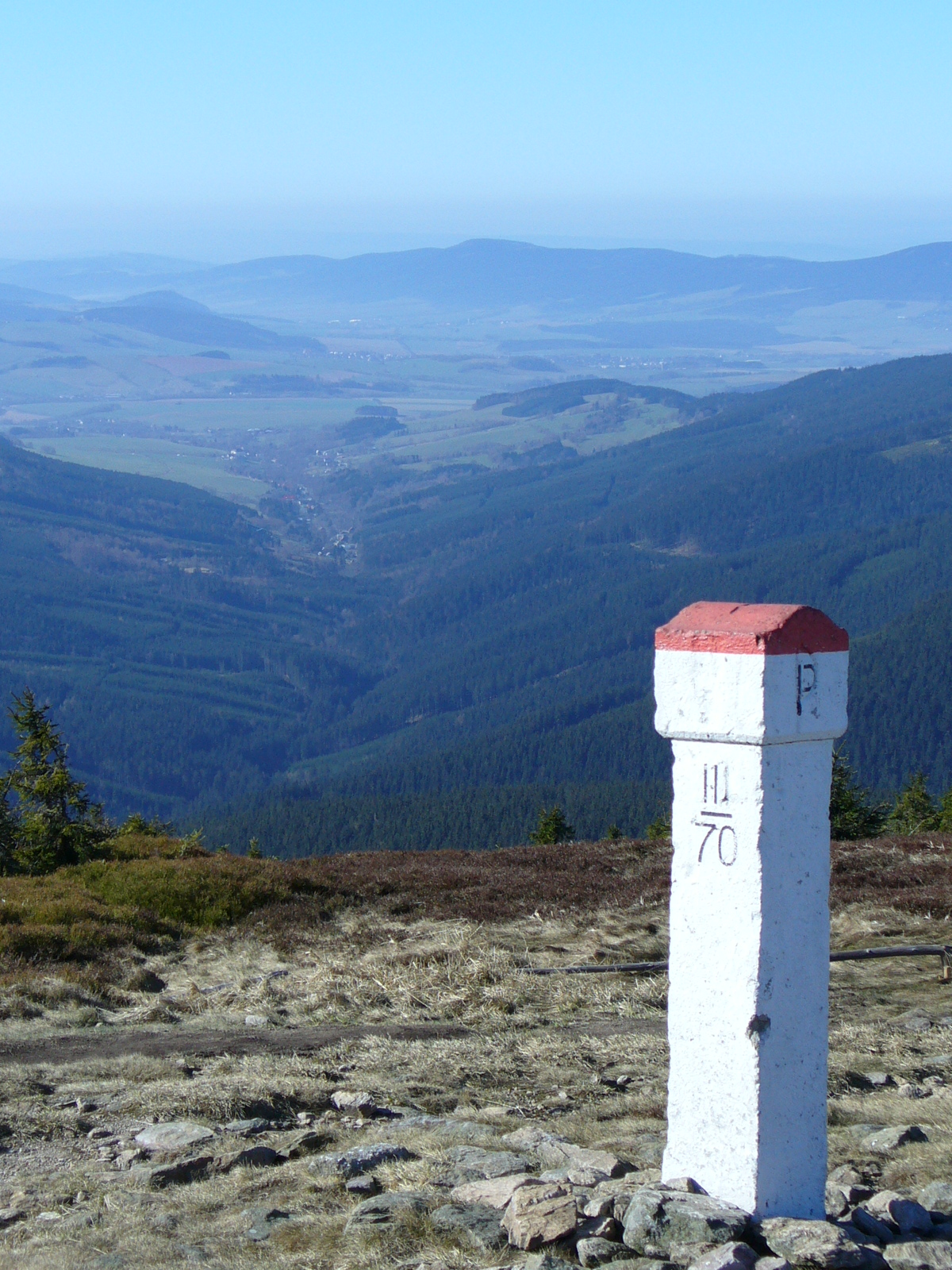
Une borne dans les monts Śnieżnik.

Dès le début de l'époque moderne, les frontières politiques de la Silésie ont subi de profonds changements. Aujourd'hui, la région historique est répartie entre :
- la Pologne :
  - la partie occidentale de la voïvodie de Silésie (Śląskie) autour de Katowice ;
  - la voïvodie d'Opole (Opolskie) dont le chef-lieu est Opole ;
  - la plus grande partie de la voïvodie de Basse-Silésie (Dolnośląskie) autour de Wrocław ;
  - la partie sud-est de la voïvodie de Lubusz (Lubuskie) autour de Zielona Góra, dont Sagan ;
- la République tchèque :
  - la partie nord de la région de Moravie-Silésie autour d'Opava et de Český Těšín ;
- l'Allemagne :
  - une minuscule partie de l'arrondissement de Görlitz.

Les domaines de Krosno (Crossen), tout au nord-ouest, étaient en 1482 déjà tombés entre les mains des margraves de Brandebourg. Dans le cadre des guerres de Silésie, en 1742, la majeure partie de la région, plus le comté de Glatz, a été conquise par la Prusse ; seule la Silésie autrichienne resta à la couronne de Bohême au sein de la monarchie de Habsbourg. Après le congrès de Vienne, en 1815, la province de Silésie prussienne fut établie comprenant, outre les acquisitions silésiennes et Glatz, la partie nord-est de la Haute-Lusace.
À la suite de la Première Guerre mondiale, l'ancienne Silésie autrichienne a été intégrée dans la Tchécoslovaquie nouvellement constituée ; une partie de la Haute-Silésie a été rattachée à la voïvodie autonome de Silésie au sein de la IIe République de Pologne.
De 1938 à 1945, la Silésie tchèque et la région des Sudètes sont annexées au Troisième Reich dans le cadre des accords de Munich.
Après la Seconde Guerre mondiale, la région fut vidée de ses habitants allemands. Elle est actuellement peuplée de Polonais et de Tchèques. L'Allemagne a gardé une petite portion de l'ancienne province de Silésie entre Hoyerswerda et Görlitz (ville principale), rattachée au Land de Saxe, qui reconnaît la langue sorabe locale, ce qui était déjà le cas à l'époque de la RDA.

## Histoire
La civilisation des champs d'urnes (1200 à 1000 av. J.-C. pour cette région) serait originaire de la région de Silésie, ainsi que de Hongrie et de Lusace.
La région est occupée par les Vandales à partir du Ier siècle apr. J.-C. Ceux-ci, venus des rives de la Baltique, sont repoussés par les Goths vers le sud et s'établissent durablement dans le bassin de la Vistule (où se fixent les tribus vandales Hasdings) jusqu'aux rives de la moyenne Oder où s'établissent les tribus des vandales Sillings qui ont peut-être donné leur nom à la Silésie. Au début du Ve siècle, fuyant les Huns, et associés à d'autres peuples germains, les Vandales déclenchent un grand mouvement de migration vers l'ouest de l'Europe et, franchissant le Rhin au cours de l'hiver 406, débordent les défenses de l'Empire romain : ce sont les Grandes invasions.

### Moyen Âge
La région est peu après repeuplée de tribus slaves, les Slézanes qui lui auraient aussi possiblement donné son nom ; tout comme il pourrait également provenir des Élisiens ou (H)Elisi, (un peuple germano-celte associé aux Lugii desquels la ville de Legnica (Lugidunum) tient son nom. D’après le géographe bavarois, les Slézanes possédaient une quinzaine de castra.

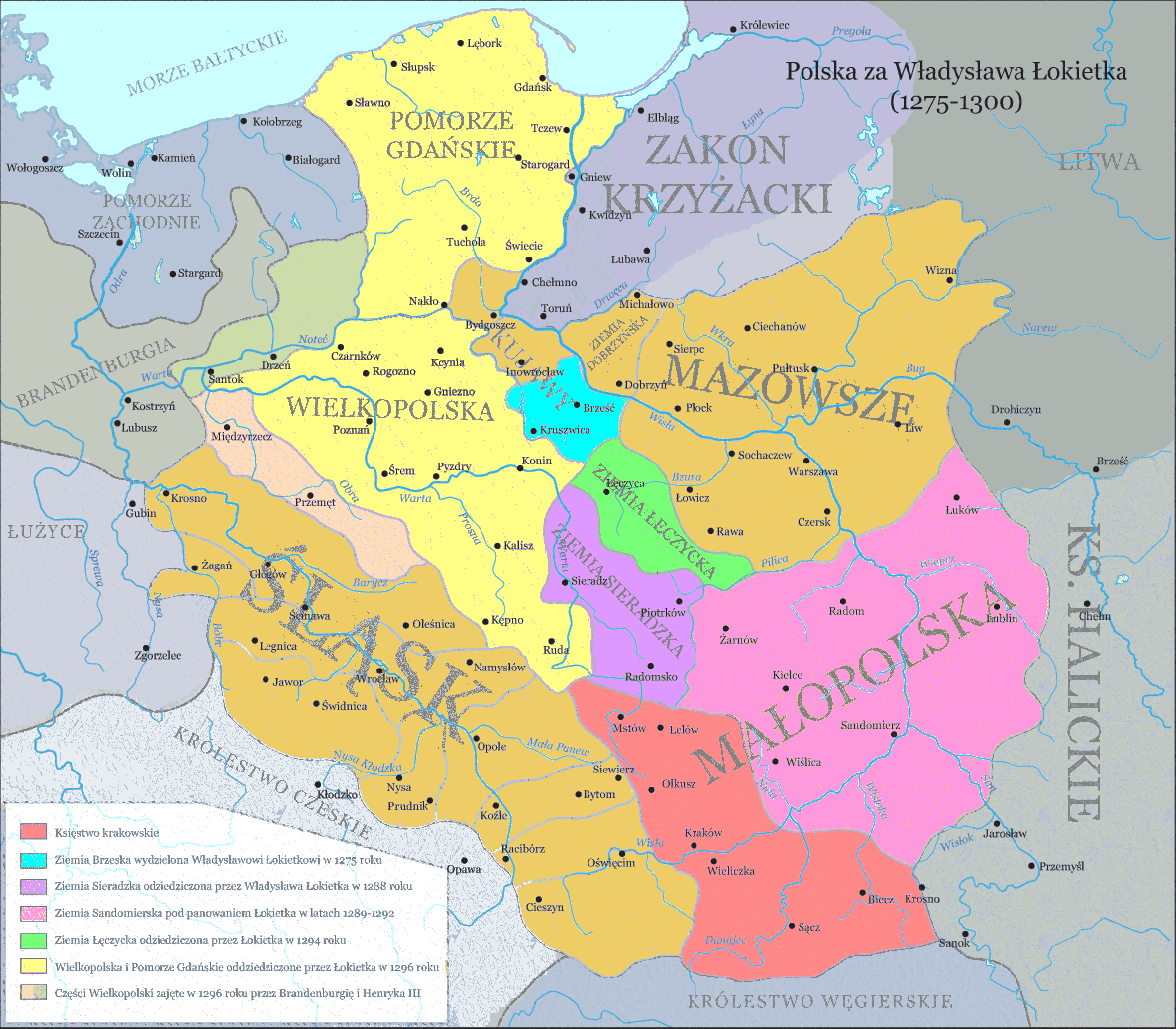
La Silésie (Śląsk) en Pologne, vers l'an 1300.

Cette région a été soumise par la Grande-Moravie avant de passer sous l’autorité des souverains tchèques. Au Xe siècle, elle fut l'objet d'un conflit entre la dynastie tchèque des Přemyslides et la dynastie polonaise des Piast. À partir de 990, le duc Mieszko Ier de Pologne contestait cette région avec Boleslav II de Bohême. Le conflit armé a duré jusqu'à l'année 1137, lorsque fut signée la paix de Kłodzko par Boleslas III Bouche-Torse et Sobeslav Ier de Bohême, grâce à la médiation de l'empereur Lothaire III.
Après avoir appartenu au royaume de Pologne, le duché de Silésie est né pendant l'époque du démembrement territorial. Boleslas III, mort en 1138, partage son État entre ses quatre fils, chacun recevant un duché héréditaire. Ladislas II le Banni reçoit la Silésie avec Vratislavie comme capitale. L’aîné des représentants mâles de la dynastie Piast devient le princeps (ou senior) et, à ce titre, gouverne également la Petite-Pologne à Cracovie. Ladislas meurt en exil à Altenbourg en Thuringe ; ses fils n'ont pu revenir en Silésie avant l'an 1163.
Le duché autonome, sous le règne de Henri Ier le Barbu entre 1201 et 1238, a engagé la colonisation germanique. Son fils, Henri II le Pieux, est tué à la bataille de Legnica en 1241, alors qu’il commande la chevalerie polonaise contre les Mongols. Plus tard, la Silésie éclate en plusieurs petites principautés de plus en plus sous l'influence des rois de Bohême de la maison de Luxembourg. Finalement, en 1335, la Pologne renonça à la Silésie pour laisser la seigneurie à la couronne de Bohême et au roi Jean Ier. En 1348, son fils Charles IV l'a mise sous la suprématie du Saint-Empire.

### Temps modernes

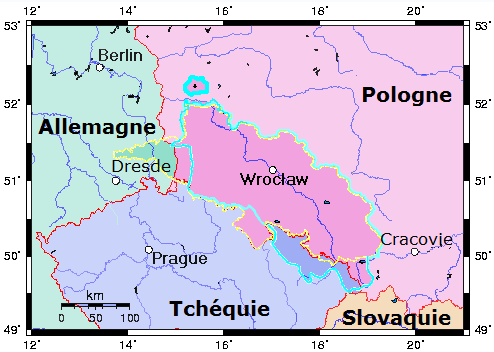
La Silésie historique, superposée sur les frontières actuelles : Silésie de Bohême et habsbourgeoise (Moyen Âge et début des Temps modernes) bordure bleu-ciel, Silésie prussienne bordure jaune.

La Silésie fut rattachée à la monarchie de Habsbourg autrichienne qui domina la Bohême dès 1526, puis à la Prusse en 1763 par le traité de Hubertsbourg qui mit fin aux guerres de Silésie.
Le XIXe siècle a vu de profondes transformations s'opérer dans la région lorsque le charbon y a été exploité en grandes quantités, avec la naissance des grandes villes de Silésie autour de la métallurgie. Après 1871, elle fit partie de l'Allemagne unifiée.

### XXesiècle

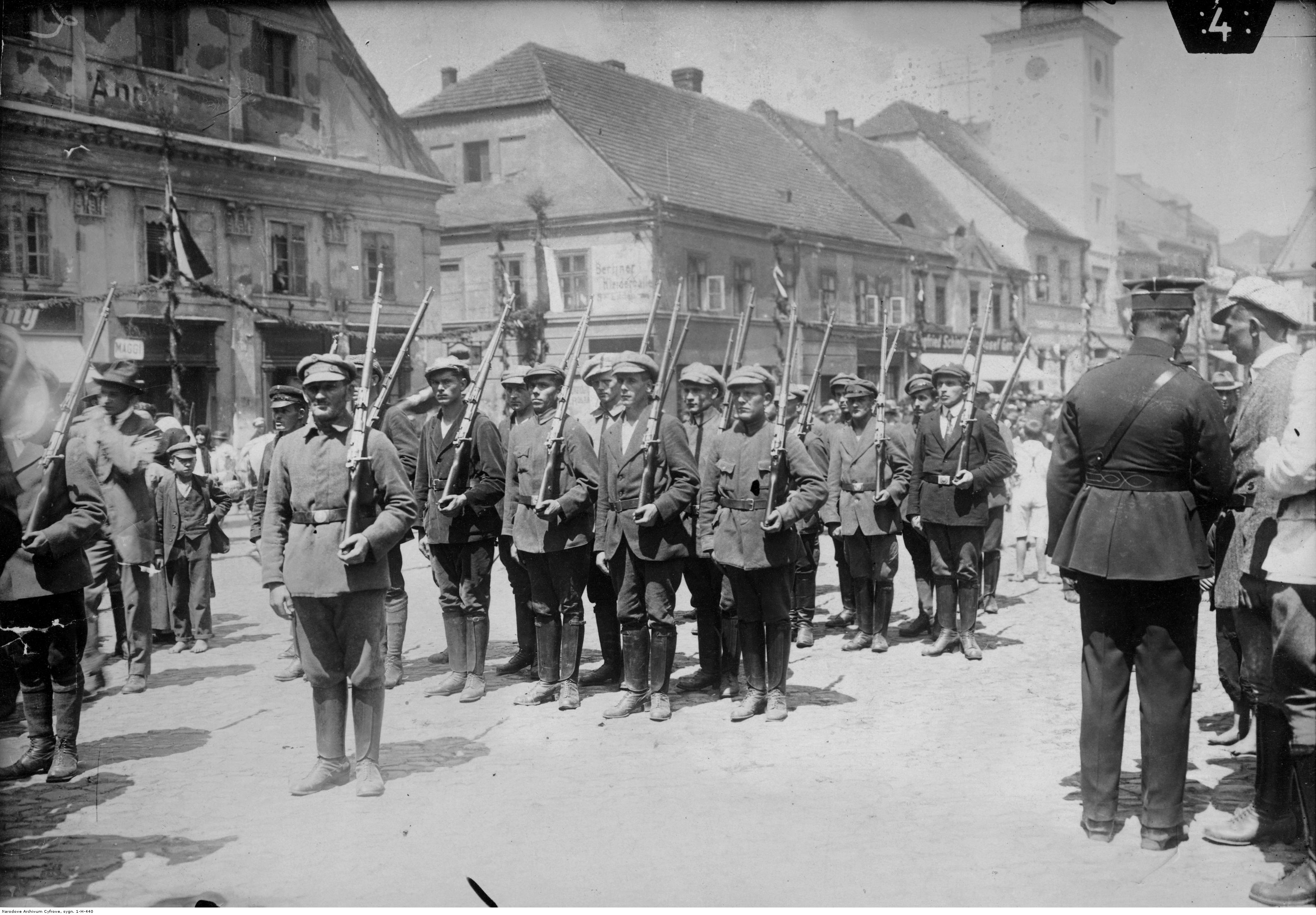
Insurrections de Silésie.

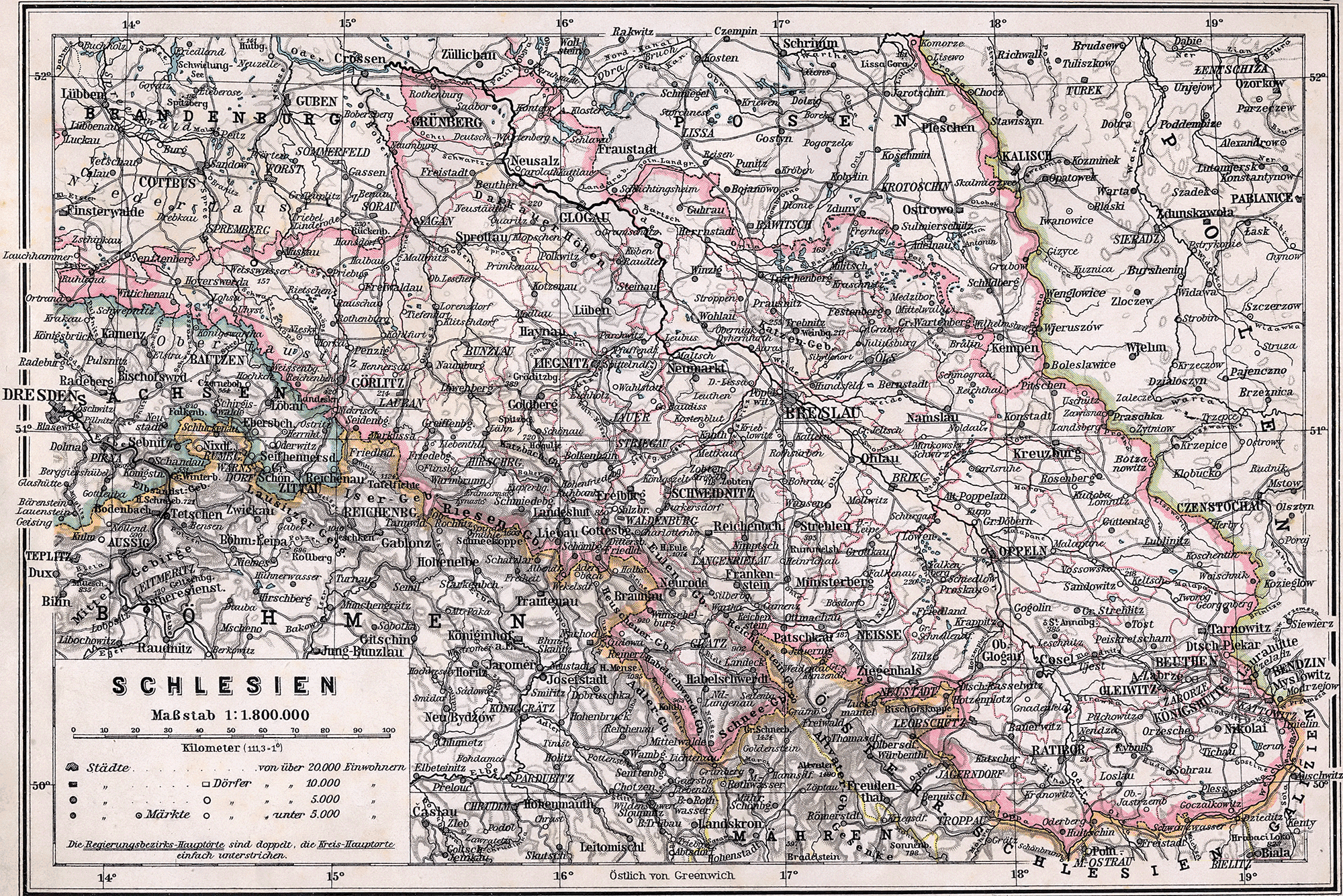
Carte de la Silésie en 1905.

En 1919 au traité de Versailles, la Silésie d'Opole (Oppeln en allemand), partie de la Silésie peuplée de polonophones (surtout dans les campagnes, les villes étant davantage germanisées), fut soumise à un plébiscite qui entraîna de nombreux conflits : insurrections polonaises, interventions de corps francs allemands notamment autour de l'Annaberg (en). Peuplée d'Allemands (en Basse-Silésie) et de Polonais (en Haute-Silésie), le plébiscite du 21 mars 1921 en Haute-Silésie donna presque 60 % des voix en faveur de l'Allemagne, selon un clivage peu propice à un découpage : les villes comme Katowice (Kattowitz) votant pour l'Allemagne tandis que des régions bien à l'ouest, plus rurales, votèrent pour la Pologne. La région fut néanmoins scindée selon des lignes absurdes sur le plan économique. La SDN garantit pour quinze ans une protection des minorités (ce qui permit aux Juifs d'échapper à certaines persécutions durant les premières années du régime hitlérien). Cette scission créa une tension vive entre Allemands et Polonais.
En septembre 1939, Adolf Hitler et l'armée nazie envahirent la région et rattachèrent au Reich non seulement l'ancienne Haute-Silésie prussienne, mais aussi toute une zone (incluant Oświęcim) jusqu'aux portes de Cracovie ainsi que l'ancienne Nouvelle-Silésie (Reichsgau Oberschlesien).
La population polonaise (minorité) fut sujette à des discriminations (voire des expulsions), si elle ne s'inscrivait pas dans la Deutsche Volksliste, et les Juifs furent massacrés.

### Après 1945

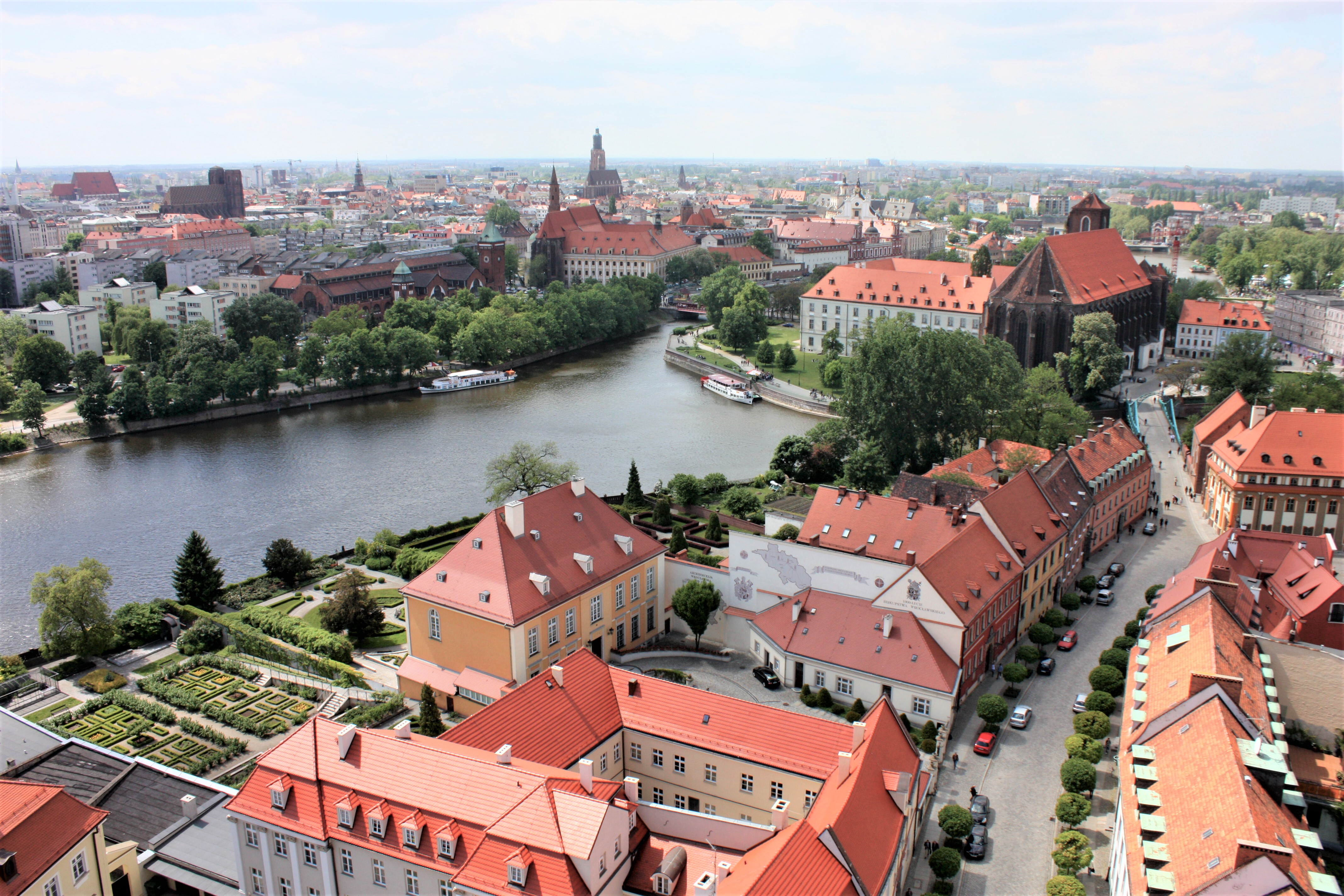
Wrocław sur les bords de l'Oder.

En janvier 1945, les Soviétiques reprennent la région de Haute-Silésie, bien connue pour son bassin houiller, quasiment intact. Plus loin, notamment à Wroclaw, les Allemands résistent avec acharnement, menant à la destruction d'une partie de la cité. Les Allemands subissent à leur tour la discrimination, sont massacrés, emprisonnés, puis expulsés. Une grande partie de la population originaire de Haute-Silésie (déjà là en 1939) reçoit néanmoins le statut d'autochtone et peut rester en Silésie. En Basse-Silésie, où l'écrasante majorité de la population est allemande, la région est complètement vidée, puis repeuplée par des Polonais. En Haute-Silésie, les maladresses du gouvernement communiste mènent un grand nombre de polonophones (de dialecte silésien) de la région à se définir comme « Allemands » (s'ajoute à cela une puissante incitation économique, notamment dans les années 1980, années pendant lesquelles les conditions de vie en Pologne se dégradent) ; cela permet à certains de faire des demandes d'émigration vers l'Allemagne. Depuis la reconnaissance de la ligne Oder-Neisse par l'Allemagne (1970 puis 1990) et l'intégration de la Pologne dans l'Union européenne, les relations économiques se sont normalisées.
Après la défaite allemande de 1945, la population allemande est ainsi souvent chassée vers l'ouest, ou contrainte d'émigrer en RFA. Ils s'y constituent en associations (Landsmannschaften). Des mineurs d'origine allemande sont cependant gardés en Pologne pendant les années 1950 pour combler des manques de main-d'œuvre.

## Villes de Silésie
|    |  | Ville                | Population | Région                    | Région historique |
| -- |  | -------------------- | ---------- | ------------------------- | ----------------- |
| 1  |  | Wrocław              | 632 067    | Voïvodie de Basse-Silésie | Basse-Silésie     |
| 2  |  | Katowice             | 304 362    | Voïvodie de Silésie       | Haute-Silésie     |
| 3  |  | Ostrava              | 287 968    | Région de Moravie-Silésie | Silésie tchèque   |
| 4  |  | Gliwice              | 185 450    | Voïvodie de Silésie       | Haute-Silésie     |
| 5  |  | Zabrze               | 178 357    | Voïvodie de Silésie       | Haute-Silésie     |
| 6  |  | Bielsko-Biała        | 173 699    | Voïvodie de Silésie       | Haute-Silésie     |
| 7  |  | Bytom                | 173 439    | Voïvodie de Silésie       | Haute-Silésie     |
| 8  |  | Ruda Śląska          | 141 521    | Voïvodie de Silésie       | Haute-Silésie     |
| 9  |  | Rybnik               | 140 173    | Voïvodie de Silésie       | Haute-Silésie     |
| 10 |  | Tychy                | 128 799    | Voïvodie de Silésie       | Haute-Silésie     |
| 11 |  | Opole                | 120 146    | Voïvodie d'Opole          | Haute-Silésie     |
| 12 |  | Zielona Góra         | 118 405    | Voïvodie de Lubusz        | Basse-Silésie     |
| 13 |  | Wałbrzych (Valbrich) | 117 926    | Voïvodie de Basse-Silésie | Basse-Silésie     |
| 14 |  | Chorzów              | 110 761    | Voïvodie de Silésie       | Haute-Silésie     |
| 15 |  | Legnica              | 101 992    | Voïvodie de Basse-Silésie | Basse-Silésie     |
| 16 |  | Jastrzębie-Zdrój     | 91 235     | Voïvodie de Silésie       | Haute-Silésie     |
| 17 |  | Jelenia Góra         | 81 985     | Voïvodie de Basse-Silésie | Basse-Silésie     |
| 18 |  | Mysłowice            | 75 129     | Voïvodie de Silésie       | Haute-Silésie     |
| 19 |  | Lubin                | 74 053     | Voïvodie de Basse-Silésie | Basse-Silésie     |
| 20 |  | Havířov              | 71 200     | Région de Moravie-Silésie | Silésie tchèque   |
| 21 |  | Głogów               | 68 997     | Voïvodie de Basse-Silésie | Basse-Silésie     |
| 22 |  | Siemianowice Śląskie | 68 844     | Voïvodie de Silésie       | Haute-Silésie     |
| 23 |  | Kędzierzyn-Koźle     | 63 194     | Voïvodie d'Opole          | Haute-Silésie     |
| 24 |  | Żory                 | 62 038     | Voïvodie de Silésie       | Haute-Silésie     |
| 25 |  | Tarnowskie Góry      | 60 957     | Voïvodie de Silésie       | Haute-Silésie     |
| 26 |  | Świdnica             | 59 182     | Voïvodie de Basse-Silésie | Basse-Silésie     |
| 27 |  | Opava                | 57 676     | Région de Moravie-Silésie | Silésie tchèque   |
| 28 |  | Piekary Śląskie      | 57 148     | Voïvodie de Silésie       | Haute-Silésie     |
| 29 |  | Frýdek-Místek        | 56 450     | Région de Moravie-Silésie | Silésie tchèque   |
| 30 |  | Racibórz             | 55 930     | Voïvodie de Silésie       | Haute-Silésie     |
| 31 |  | Görlitz              | 55 255     | Saxe (Land)               | Lusace            |
| 32 |  | Karviná              | 52 128     | Région de Moravie-Silésie | Silésie tchèque   |
| 33 |  | Świętochłowice       | 51 824     | Voïvodie de Silésie       | Haute-Silésie     |
| 34 |  | Wodzisław Śląski     | 48 731     | Voïvodie de Silésie       | Haute-Silésie     |
| 35 |  | Nysa                 | 44 899     | Voïvodie d'Opole          | Basse-Silésie     |
| 36 |  | Mikołów              | 39 776     | Voïvodie de Silésie       | Haute-Silésie     |
| 37 |  | Nowa Sól             | 39 721     | Voïvodie de Lubusz        | Basse-Silésie     |
| 38 |  | Bolesławiec          | 39 603     | Voïvodie de Basse-Silésie | Basse-Silésie     |
| 39 |  | Knurów               | 39 090     | Voïvodie de Silésie       | Haute-Silésie     |
| 40 |  | Oleśnica             | 37 303     | Voïvodie de Basse-Silésie | Basse-Silésie     |
| 41 |  | Brzeg                | 36 980     | Voïvodie d'Opole          | Basse-Silésie     |
| 42 |  | Cieszyn              | 35 918     | Voïvodie de Silésie       | Haute-Silésie     |
| 43 |  | Czechowice-Dziedzice | 35 684     | Voïvodie de Silésie       | Haute-Silésie     |
| 44 |  | Třinec               | 35 002     | Région de Moravie-Silésie | Silésie tchèque   |
| 45 |  | Dzierżoniów          | 34 428     | Voïvodie de Basse-Silésie | Basse-Silésie     |
| 46 |  | Hoyerswerda/Wojerecy | 33 843     | Saxe (Land)               | Lusace            |
| 47 |  | Oława                | 32 240     | Voïvodie de Basse-Silésie | Basse-Silésie     |
| 48 |  | Zgorzelec            | 31 890     | Voïvodie de Basse-Silésie | Lusace            |
| 49 |  | Bielawa              | 31 186     | Voïvodie de Basse-Silésie | Basse-Silésie     |

## Galerie

Blason historique de la Basse-Silésie.
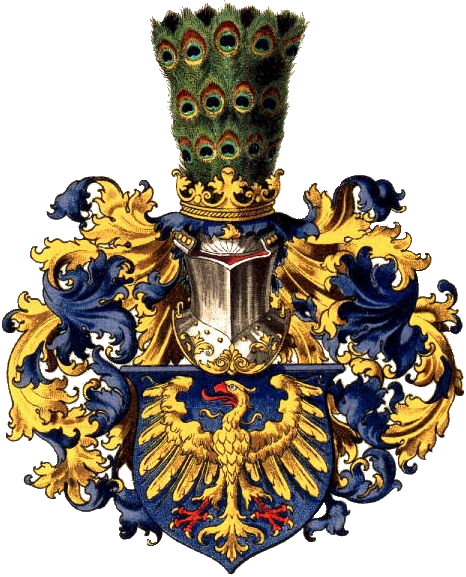
Blason historique de la Haute-Silésie.
Drapeau historique de la Basse-Silésie.
Drapeau historique de la Haute-Silésie.
Drapeau historique de la Silésie tchèque.

### Sites du patrimoine mondial

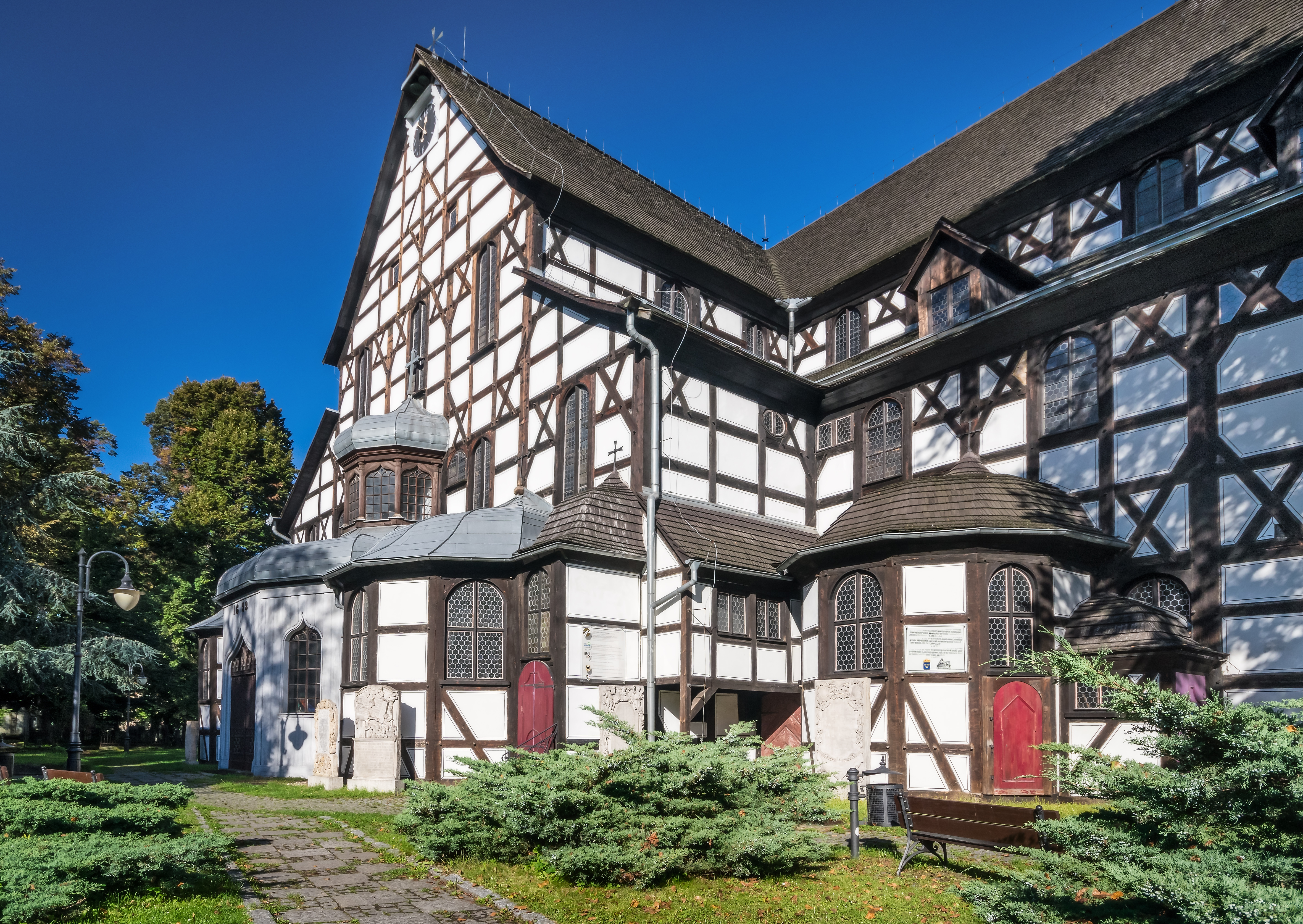
Église de la Paix, Świdnica, Jawor
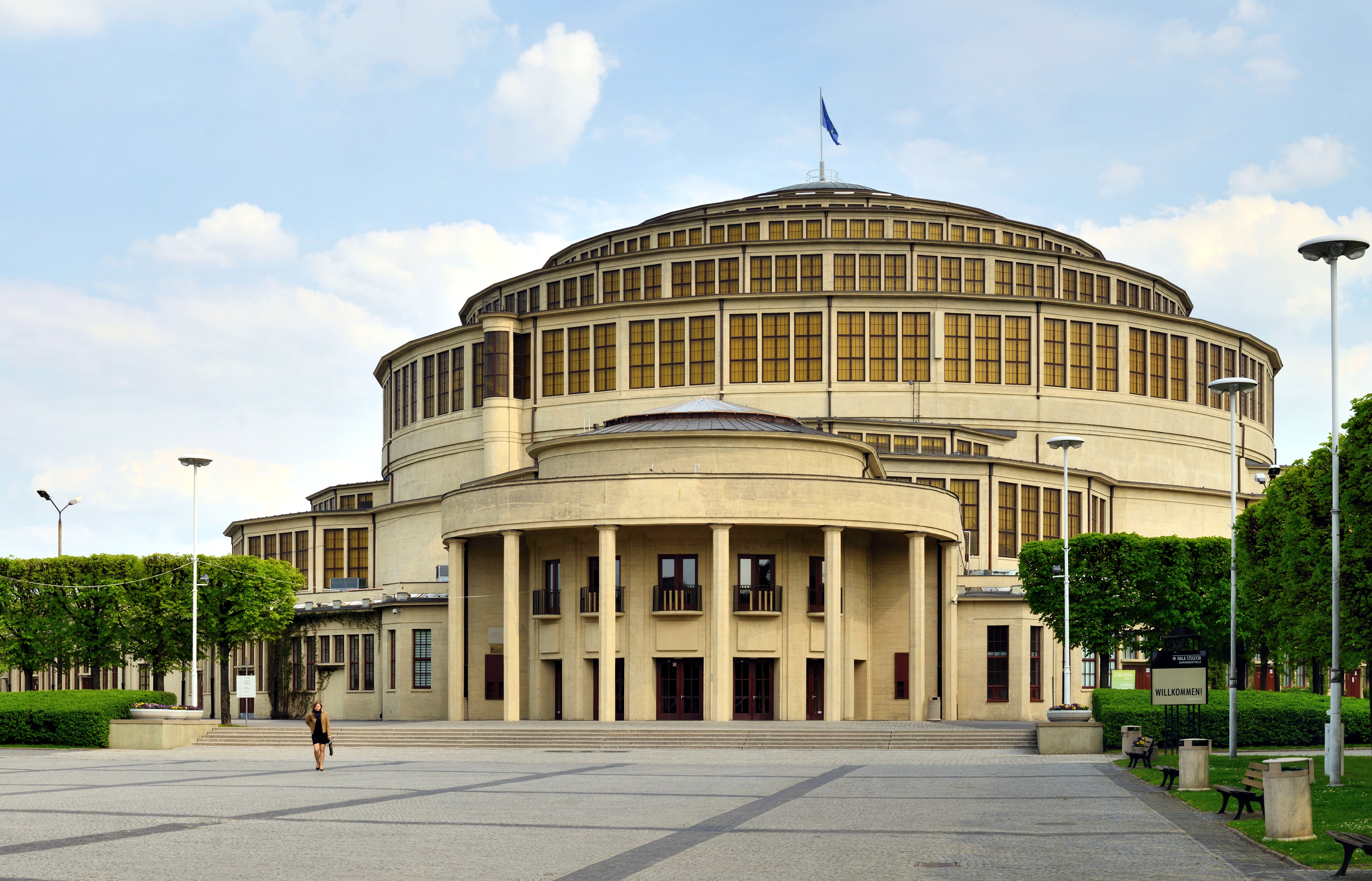
Halle du Centenaire de Wrocław
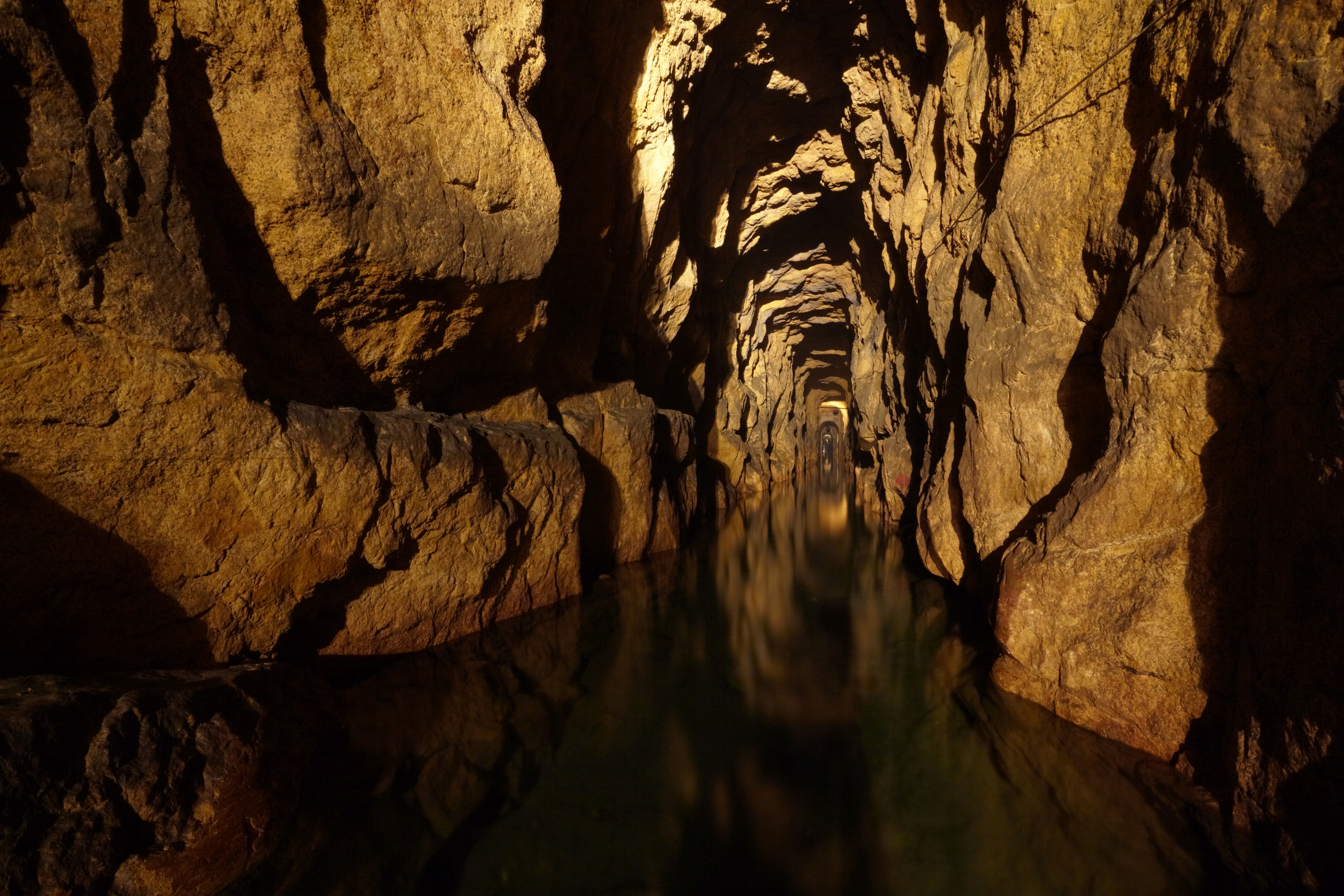
Mine d'argent historique, Tarnowskie Góry
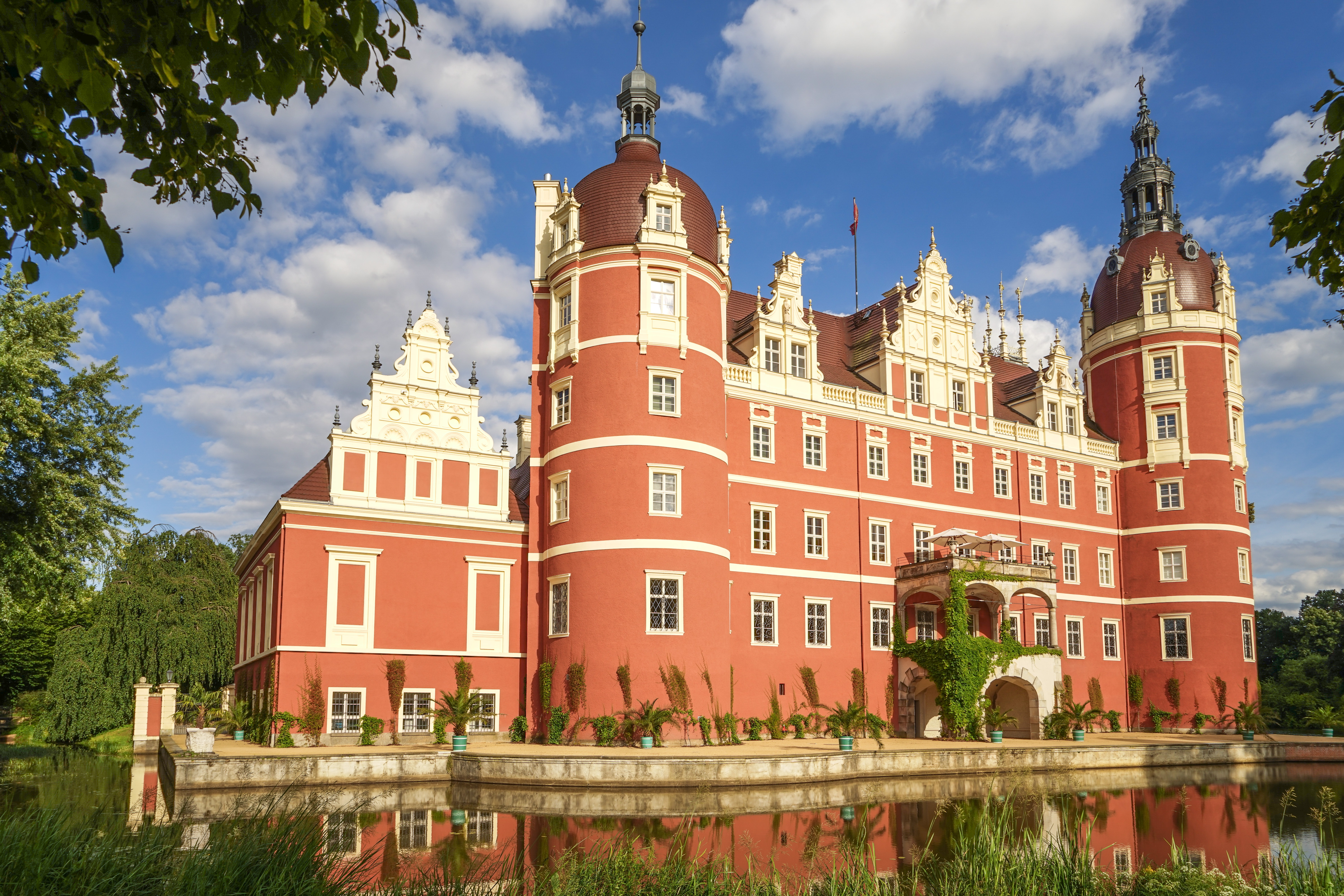
Parc de Muskau

## Dans la culture
- La Silésie est évoquée au début de La dent d'or, apologue écrit par Bernard Le Bouyer de Fontenelle, figurant dans son Histoire des oracles (1687).
- La Silésie est l'un des pays principaux où se déroule l’intrigue de la Trilogie hussite de l'auteur polonais Andrzej Sapkowski.